# Anuropus kussakini
Anuropus kussakini is een pissebed uit de familie Anuropidae. De wetenschappelijke naam van de soort is voor het eerst geldig gepubliceerd in 1998 door Vasina.